# Hermann Schridde
Hermann Schridde (Celle, 3 luglio 1937 – 18 maggio 1985) è stato un cavaliere tedesco.

## Palmarès

### Olimpiadi
- 3 medaglie:
  - 1 oro (Tokyo 1964 nel salto a squadre[1])
  - 1 argento (Tokyo 1964 nel salto individuale[1])
  - 1 bronzo (Città del Messico 1968 nel concorso completo a squadre[2])